# Fraggle Rock
Fraggle Rock (in inglese Jim Henson's Fraggle Rock) è una serie televisiva live action per bambini i cui protagonisti sono burattini della serie Muppet, chiamati Fraggles.
Il programma è andato in onda in prima TV tra il 1983 e il 1987; In Italia venne trasmessa nel 1989 su Videogruppo e GBR, mentre dal 1992 la serie animata su Italia 7. Dal 2020 è stata prodotta per Apple TV+ uno spin-off ispirato alla serie, disponibile anche con sottotitoli in italiano mentre successivamente è stato realizzato un vero e proprio reboot della serie, doppiato anche in italiano.

## Trama
La visione di Fraggle Rock articolata da Jim Henson è stata quella di rappresentare un mondo colorato e divertente, ma anche un mondo con un sistema relativamente complesso di relazioni simbiotiche tra le diverse "razze" di creature, allegoria al mondo umano, dove ogni gruppo è ignaro di essere interconnessi e importanti uno per l'altro. La creazione di questo mondo allegorico ha permesso al programma di intrattenere e divertire gli spettatori mentre sta seriamente esplorando questioni complesse sul pregiudizio, la spiritualità, l'identità personale, l'ambiente e il conflitto sociale.
Nel primissimo episodio della serie, intitolato "Beginnings" (in italiano, "L'Inizio"), ci vengono presentati i personaggi principali, come Gobo Fraggle, suo zio Travelling Matt, e quest'ultimo mostra al nipote Gobo quello che lui chiama L'Altro Spazio, che sarebbe la terra inesplorata fuori da Fraggle Rock dove ci vivono gli umani. 
Successivamente veniamo a conoscenza anche degli amici di Gobo, quali Red Fraggle, Mokey, Wembley e Boober, che con Gobo sono i protagonisti assoluti della serie.

## Personaggi

### I Fraggle
I Fraggle sono piccole creature umanoidi, di circa 22 centimetri di altezza, che sono disponibili in una vasta gamma di colori e hanno code con un ciuffo di pelo alla fine. Vivono in un sistema di grotte naturali chiamate Fraggle Rocks.
I Fraggle vivono una vita molto spensierata, passando la maggior parte del loro tempo a giocare, esplorare, e in generale a divertirsi. Vivono con una dieta a base di verdure (soprattutto ravanelli) e di bastoni dei Doozer (anch'essi costituiti di ravanelli).
I Fraggle sono essenziali per i Doozer che, mangiandone gli edifici, possono far loro spazio per costruire ancora. Nonostante ciò, Fraggle e Doozer non vanno d'accordo e molto spesso sono in conflitto.

### I Doozer
All'interno di Fraggle Rock vive una seconda specie di piccole creature umanoidi, tozze verdi e simili a formiche i Doozer. Alti solo 6 centimetri, i Doozer non vanno d'accordo con i Fraggle proprio perché, al contrario dei Fraggle, i Doozer dedicano le loro vite al lavoro e all'industria. I Doozer spendono molto del loro tempo costruendo ogni sorta di impalcatura inutile su a Fraggle Rock solo per il piacere di farlo. Per assicurarsi di avere sempre spazio per costruire costantemente, i Doozer costruzioni commestibili ricavati dai ravanelli, chiamati bastoncini dei Doozer, in modo che i Fraggle se ne possano nutrire per fare più spazio.
I Doozer sono essenziali per i Fraggle perché, ricavando dal giardino dei Gorg i ravanelli, possono costruire i loro bastoncini dei Doozer per edificare i loro palazzi e per nutrire i Fraggle. Nonostante ciò, le due specie non vanno d'accordo e molto spesso sono in conflitto.

### I Gorg
Fuori da Fraggle Rock, vive una piccola famiglia di Gorg, giganteschi umanoidi pelosi.
Il marito e moglie della famiglia, Ma e Pa Gorg, si considerano il Re e la Regina dell'universo, con il loro figlio come il principe erede, ma in realtà sono dei semplici contadini che vivono con una casa rustica e patch di giardino.
I Fraggle sono considerati dai Gorgs dei parassiti poiché i primi rubano i ravanelli del giardino dei secondi. Ciononostante le due specie vanno abbastanza d'accordo.
Inoltre, nel giardino dei Gorg vi sono un mucchio di spazzatura e concime spaiente chiamata Marjory, affiancata dai suoi aiutanti ratti: Philo e Gunge. I Fraggle considerano Marjory di essere onnisciente andando spesso da lei per avere dei consigli.
I Gorg sono essenziali per i Doozer (che dai ravanelli del loro giardino costruiscono i loro bastoncini dei Doozer) e per i Fraggle (che si nutrono principalmente di ravanelli) sebbene i Grog e i Doozer non si conoscano personalmente.

### Le strane creature de "l'Altro Spazio"
Vengono definiti "Strane Creature" tutte le creature (umane e animali) che vivono al di fuori di Fraggle Rock.
Un esempio sono Doc e Sprocket il cane.

## Episodi e trasmissione italiana
La serie in Italia è stata trasmessa dalle emittenti private Videogruppo e GBR nel 1989. La peculiarità è che venne trasmessa quasi contemporaneamente su entrambi i canali, tardando di quasi mezz'ora l'una dall'altra. Subito dopo Fraggle Rock, su entrambe le emittenti, veniva trasmessa la serie Mod Squad. 
| Stagione         | Episodi | Prima TV USA | Prima TV Italia |
| ---------------- | ------- | ------------ | --------------- |
| Prima stagione   | 24      | 1983         | 1989            |
| Seconda stagione | 24      | 1984         | 1989            |
| Terza stagione   | 22      | 1984-1985    | 1989            |
| Quarta stagione  | 13      | 1986         | 1989?           |
| Quinta stagione  | 13      | 1987         | 1989?           |

## Versioni internazionali
A differenza di Sesamo apriti, che era stato creato per un mercato unico e solo successivamente adattato per i mercati internazionali, Fraggle Rock era destinato fin dall'inizio ad essere una produzione internazionale. La maggior parte dello show consiste nei burattini, che possono essere facilmente doppiati in un'altra lingua. Ma ci sono anche segmenti che caratterizzano umani (gli spezzoni che caratterizzano Doc e Sprocket il cane) che sono stati completamente ri-filmati in base al paese in cui è andato in onda.
L'internazionalità di Fraggle Rock ha informato tutto il tono dello spettacolo. La conoscenza che essa avrebbe raggiunto i bambini di tutto il mondo ha spinto Jim Henson a suggerire che lo spettacolo sia sulla risoluzione dei conflitti, con l'obiettivo ambizioso, in ultima analisi, di contribuire a fermare la guerra (attraverso l'innocuo conflitto fra Fraggle, Doozer e Gorg) che alla fine dello show riuscirono a vivere insieme in pace). Questo, a sua volta, ha portato alla nozione di diversi tipi di creature che devono imparare a vivere insieme.
Le tre coproduzioni principali (dove alcune scene non sono state semplicemente doppiate, ma completamente rifatte) si sono verificati in Francia, Germania e Regno Unito con la produzione locale degli spezzoni di Doc e Sprocket. Altre versioni internazionali sono state semplicemente doppiate nella lingua locale.

## Versione cinematografica
Joseph Gordon-Levitt sarà il protagonista dell'adattamento cinematografico della serie. Come con precedenti film come I Muppet, anche Fraggle Rock vedrà l'interazione tra esseri umani e pupazzi. Non è ancora stato specificato quale sarà il ruolo di Gordon-Levitt, il quale ha dichiarato: "I primi personaggi televisivi che abbia mai amato sono state le creazioni di Jim Henson, prima quelli di Sesamo apriti e poi Fraggle Rock. Non ho mai smesso di amare il suo lavoro, anche nell'età adulta. Collaborare con Lisa Henson a questo progetto mi fa sperare che realizzeremo qualcosa che lui avrebbe amato." Nel film dovrebbero esserci i personaggi principali di Fraggle Rock come Gogo, Wembley, Mokey, Boober e Red.

## Doppiaggio italiano
Nel 2020 l'intera serie è stata rilasciata su AppleTv ed è stata ridoppiata in italiano. Di seguito, l'elenco dei doppiatori:
| Personaggio             | Voce Italiana    |
| ----------------------- | ---------------- |
| Gobo Fraggle            | Alex Polidori    |
| Red                     | Sara Crestini    |
| Mokey                   | Eva Padoan       |
| Wembley                 | Stefano Onofri   |
| Boober                  | Stefano Dori     |
| Zio Travelling Matt     | Fabrizio Pucci   |
| Marjory (Oracolo Trash) |                  |
| Doc                     | Ambrogio Colombo |

## DVD
In Italia la serie non è mai stata rilasciata in DVD. Di seguito, i dettagli del rilascio internazionale:
| Nome del DVD                                | Episodi | Data d'uscita     | Bonus                                                                                 |
| ------------------------------------------- | ------- | ----------------- | ------------------------------------------------------------------------------------- |
| Stagione 1 (1983)                           | 24      | 6 settembre 2005  | Dietro le quinte narrato da Jim Henson, con interviste con il cast e i creatori.      |
| Stagione 2 (1984)                           | 24      | 5 settembre 2006  | Note speciali su Fraggle Rock                                                         |
| Stagione 3 (1985)                           | 24      | 11 settembre 2007 | Nuova intervista ai personaggi di Fraggle Rock e ai creatori.                         |
| Collezione Completa della Serie (1983-1987) | 96      | 4 novembre 2008   | Poster di Fraggle Rock. Nuova intervista ai personaggi di Fraggle Rock e ai creatori. |
| La Completa Stagione Finale (1986)          | 24      | 3 novembre 2009   | Nuova intervista ai personaggi di Fraggle Rock e ai creatori.                         |

## Curiosità
- In Italia la serie non è mai uscita in DVD, al contrario di altri paesi quali Spagna, Francia e Inghilterra
- Tutte le canzoni sono state adattate e doppiate in italiano. Lo stesso cast di doppiaggio tornerà a doppiare il reboot Fraggle Rock: Ritorno Alla Roccia
- Nei primi anni 2000' la sigla originale della serie venne inclusa in un pacchetto di suonerie per cellulari acquistabili all'epoca
- Alex Polidori, voce di Gobo nel doppiaggio di Apple Tv, aveva già doppiato un personaggio dei Muppet di Jim Henson, ovvero Robin nel ridoppiaggio del DVD del Muppet Show